# Sette orchidee macchiate di rosso
Sette orchidee macchiate di rosso è un film giallo nel 1972 diretto da Umberto Lenzi. 
È il terzo giallo di Lenzi.
La prima pagina del quotidiano Paese Sera che dopo un'ora e undici minuti dall'inizio del film annuncia l'omicidio di Anna Sartori (Marisa Mell) è una rielaborazione dell'originale del 21 settembre 1971.
Il set della scena ambientata nella Galleria d'Arte "La Nuova Pesa" di via del Vantaggio a Roma fu invaso da un gruppo di attori che rivendicava il diritto a doppiarsi da solo.

## Trama
Un assassino compie due omicidi con vittime donne e si firma lasciando sul luogo del delitto una mezzaluna d'argento. Una donna di nome Giulia viene aggredita con la stessa metodica durante il viaggio di nozze ma riesce a salvarsi, anche se il suo viene fatto passare per un omicidio. La polizia capeggiata dal commissario Vismara inizia ad indagare su questi casi di violenza, ma è il marito di Giulia, Mario, a scoprire che le tre vittime del maniaco hanno un legame: tutte hanno trascorso del tempo in un centro turistico (un hotel) di una località balneare.
Mario mette immediatamente al corrente il Commissario di ciò che ha scoperto, e questi provvede rintracciando e proteggendo tutte le altre donne, tuttavia l'assassino riesce a uccidere alcune di loro nonostante la protezione fornita dalla polizia.
Alla fine, dopo che la signora Anna riesce a salvarsi a scapito della sorella gemella Maria, Mario riesce ad impedire all'assassino di uccidere Giulia, e si scopre anche il movente: il maniaco è un pastore evangelico fratello di un uomo che era morto per omissione di soccorso in quella località balneare, all'epoca dei fatti venne ipotizzato che il colpevole fosse una giovane donna e il pastore reso folle dalla rabbia decise di uccidere tutte le possibili colpevoli.